# 정의제
정의제(1990년 9월 5일 ~ )는 대한민국의 가수 겸 배우이다.

## 학력
- 중앙대학교 연극영화학과

## 음반
- 2016년 싱글 〈다른우연 (Another Coincidence)〉

## 출연작
- 2018년 《너에게 빛의 속도로 간다》 - 이승엽 역
- 2019년 《랭보》 - 들라에 역
- 2020년 《여명의 눈동자》 - 권동진 역

### 드라마
- 2018년 웹드라마 《세상 잘 사는 지은씨》 - 우진 역
- 2019년 JTBC 월화드라마 《꽃파당: 조선혼담공작소》 - 현 역
- 2020년 TV조선 주말드라마 《복수해라》 - 김현성 역
- 2022년 tvN 수목드라마 《킬힐》 - 서준범 역
- 2022년 티빙 금요드라마 《돼지의 왕》 - 진해수 역
- 2022년 KBS2 월화드라마 《커튼콜》 - 무진 역 (특별출연)
- 2023년 KBS2 주말드라마 《진짜가 나타났다!》 - 김준하 역

### 뮤직 비디오
- 2014년 서태지 〈크리스말로윈〉
- 2014년 에이핑크 〈LUV〉
- 2015년 신보라 〈미스매치〉
- 2015년 ELLA 〈有何不可 WHY NOT〉 (대만가수)